# Panchlora stanleyana
Panchlora stanleyana es una especie de cucaracha del género Panchlora, familia Blaberidae. Fue descrita científicamente por Rehn en 1931.

## Distribución
Habita en Guinea, Sierra Leona, Ghana, Nigeria, Camerún, Guinea Ecuatorial, Gabón, Uganda y República Democrática del Congo.